# 白金桟道橋
白金桟道橋（しろかねさんどうばし）は、東京都品川区上大崎2丁目のJR東日本山手線および山手貨物線（埼京線・湘南新宿ライン）を跨ぐ人道橋である。

## 概要
1926年（昭和元年）竣工で、日本国内に現存する数少ない古レールを構造材に利用した跨線橋。JR目黒駅の北、約200 mの場所に位置する。山手線部分は単純な垂直橋脚だが、山手貨物線（埼京線）部分は掘割によって切土された部分までの高度差が大きいため、優美な曲線を描いたアーチ橋となっている。
著名な古レール橋としてはほかに、王子駅そばにある飛鳥山下跨線人道橋や、東十条駅北口の東十条北口跨線橋などがある。

## 橋の概要
- 構造形式 上路固定リブアーチ橋（主径間）・ラーメン桁橋
- 橋長 25.4 m
- 全幅員 3.20 m[1]
- 有効幅員 2.00 m[2]
- 支間長 不明
- 竣工 1926年（昭和元年）[3]
- 施工主体 鉄道省（推定）

## ドラマの舞台
- 1973年6月22日に放送されたテレビドラマ『太陽にほえろ!』第49話「そのとき、時計は止まった」（日本テレビ）に於いて、ロケの撮影に使用された。
- 1991年（平成3年）に放送されたテレビドラマ 『東京ラブストーリー』（フジテレビ）で、鈴木保奈美扮する主人公リカが、織田裕二扮するカンチに「ねえ、セックスしよう」という有名な台詞を言ったのが、当橋上である。